# باربرا بروبست
باربرا بروبست (بالألمانية: Barbara Probst)‏ هي مصورة ألمانية، ولدت في 1964 في ميونخ في ألمانيا.